# Ernst Abramson
Leopold Ernst Abramson, nacido el 12 de marzo de 1896 en Grava, Värmland, fallecido el 21 de enero de 1979 en Djursholm, fue un médico sueco.
Abramson, que era hijo del terrateniente Hugo Abramson y Anna Salén, se graduó en Jönköping en 1914 y obtuvo su título de medicina en Estocolmo en 1918. Defendió su tesis para obtener el doctorado en medicina en Estocolmo en 1927 y ese mismo año se convirtió en docente de fisiología en el Instituto Karolinska y en 1930 en laboratorista de fisiología allí mismo. Posteriormente fue profesor de higiene alimentaria en el Instituto Nacional de Salud Pública de 1938 a 1961 y director de dicho instituto de 1938 a 1957. Abramson también impartió clases de fisiología del ejercicio en el Instituto Central de Gimnasia de 1922 a 1930 y fue presidente de su dirección de 1936 a 1945. De 1924 a 1936 fue miembro del consejo de la Federación Sueca de Deportes como primer médico.
Estaba casado con Erna Abramson, quien era hija del terrateniente Erik Abramson y Clara Dahl. Ernst Abramson está enterrado en el jardín de la memoria del cementerio de Djursholm.